# 日産・オースター
オースター（AUSTER）は、1977年から1990年まで日産自動車で生産・販売されていた普通乗用車。バイオレットとスタンザの姉妹車である。販売ネットワークは日産・チェリー店（パルサー販売会社）。

## 初代 A10型系（1977年-1982年）
- 1977年5月20日 - バイオレット オースター（VIOLET AUSTER）として登場。兄弟車のバイオレット（日産店扱い）がファミリーカー、3ヶ月遅れて登場したスタンザ（日産・サニー店扱い）が小さな高級車という位置づけに対し、スポーティな若者向けの車として位置づけられた。ボディは4ドアセダンと「マルチクーペ」と称する3ドアハッチバッククーペ（バイオレットの「オープンバック」と同一）、そして5ドアバンの3種類があり、マルチクーペのボディカラーには鮮やかな赤が設定された。エンジンはOHV1,400cc（A14）とSOHC1,600cc（L16）。
- 1978年4月 - マイナーチェンジ。昭和53年排出ガス規制対応でA11型車となる。エンジンがL16S、L16EからZ16S、Z16Eに変更。車名がバイオレットから独立して「日産・オースター」が正式車名となる。外観上の違いはリアウインドーの53年排ガス規制適合ステッカーと1.6リッターのトランクリッドエンブレムがNISSAN NAPSからNISSANNAPS-Zへの変更の他、オーナメント類の記号がバイオレットシリーズを表す「V」からオースターの「A」となる。マルチクーペのみに採用されたオーバーライダー付大型5マイルバンパーがセダン全車にも採用された。新グレードとして「1600CS-L」を追加。従来5速マニュアルのみの設定だった「1600CS-E・L」にニッサンマチック（3速AT）車を追加。
- 1979年6月 - マイナーチェンジ。全車フォグランプ内蔵の角形2灯式ヘッドランプに変更され、内装では6連メーター（タコメーター・油圧/電圧計装備）を搭載。また、1,800ccエンジン（Z18/Z18E・SOHCツインプラグ）を搭載したGTシリーズ（1800GT-E/1800GT）も登場した[注 1]一方、1,400ccエンジンの設定が廃止された。
- 1979年8月 - バンが昭和54年排出ガス規制に対応。VA11型車となる。
- 1980年4月 - 姉妹車の「スタンザ・リゾート」に準じた5ドアハッチバックを追加。セダンに「1800 CS」を追加。それに伴い、ニッサンマチックの搭載グレードがセダン/5ドアハッチバックの「1800GT」と「1600CS‐L」に集約された。
- 1982年10月 - 5ドアバンが販売終了。事実上の後継車種はパルサーバンと統合したパルサーADバン（後のAD）となる。販売終了前月までの新車登録台数の累計は2代目バイオレットと合算して25万1001台[1]。

## 2代目 T11型系（1981年-1985年）
- 1981年6月 - 登場。姉妹車のバイオレットリベルタ/スタンザFX同様FF化され[注 2]、4ドアセダンと3ドアハッチバックが設定された。ハッチバックはクーペスタイルだった先代と異なり実用性、スポーツ性の強いモデルとなった。正式車名は「オースターJX」。エンジンは新開発のCA型を搭載し、排気量は1,600ccと1,800cc。前期型は空力に優れたモダンなデザインのフロントマスクを持つ。
  - 10月 - 1600CS-X追加。
- 1983年6月 - マイナーチェンジ。フロント部分をスクエア基調（角ばった）のデザインに修正し、スタンザとボディパネルを共通化するなど大幅変更となった。カタログ上サブネームの「JX」が小さな表記となる。
  - 11月 - 特別仕様車GS-Xエクストラ発売。
- 1984年5月 - 1600GS、1800GS-L スーパーサルーン追加。

## 3代目 T12型系（1985年-1990年）
- 1985年10月 - 登場。車名が再び「オースター」となる。キャッチコピーは「時を震わす」、「こしゃくなセダン、ロマンシング・オースター」。U11型ブルーバードのプラットフォームおよび基本コンポーネントを流用し、欧州向けは「ブルーバード」、北米では「スタンザ」、中東では「リベルタ」の名で販売された。同社の910型ブルーバードやU11型ブルーバード、果てはB12型サニーに通じる直線基調のエクステリアデザインとなる。当初4ドアセダンのみだったが、翌年に5ドアハッチバックが追加。エンジンは1.6L SOHC電子制御シングルキャブレター（CA16S）「1.6Vc」「1.6Mc」、1.8L SOHCシングルポイントインジェクション（CA18i）「1.8Vi」「1.8Mi」「1.8Xi」、同SOHCターボ（CA18ET）「1.8Xt」、同DOHC16バルブターボ（CA18DET）「1.8Xtt TWINCAM TURBO」。先代、先々代から一転しスポーツ性を強調したキャラクターとなった。「ユーロフォルマ」と称するエアロパーツ装着車が、SOHC（CA18i）「1.8Siユーロフォルマ」、DOHCターボ（CA18DET）「1.8Rttユーロフォルマ TWINCAM TURBO」に設定された。4ドアセダンのトップグレードである「1.8Xtt TWINCAM TURBO」にのみ、メーカーオプションで超音波路面ソナーを用いた電子制御サスペンション「スーパーソニックサスペンション」を設定。当時の国産車としては業界初のバスレフ型エンクロージャーの機能を持ったフロントドアスピーカーが採用されていた（最廉価グレードの「1.6VC」を除く。）。「1.6VC」にはタコメーターが装備されておらず、代わりに大型のアナログ式時計が標準装備となる。
- 1986年
  - 6月 - 同時にフルモデルチェンジした4ドアセダンのみのスタンザとの差別化を図るため「ユーロハッチ」と称する5ドアハッチバックセダンを追加。CA18iを搭載する「TYPE I」とCA18DETを搭載する「TYPE II」の2グレード。5速MTのみの設定だった4ドアセダンの「1.8Rttユーロフォルマ TWINCAM TURBO」、「1.8Xtt TWINCAM TURBO」にオーバードライブ付4速オートマチック仕様が追加。
  - 7月 - 英国日産自動車製造会社にて生産を開始（現地名はブルーバード）。欧州での販売は好調だった。
- 1987年2月 - 特別仕様車「Xi ブリティッシュ」発売。
- 1988年
  - 1月 - マイナーチェンジ。欧州での評判を反映させたキャッチコピーは「It's British major」。4ドアセダン、ユーロハッチ共にバンパーがスマートな形状となり、全長が若干短くなった（例としてT12型オースター4ドアセダンの場合、前期型の全長は4,515mm、後期型の全長は4,460mmと、前期型に比較して55mm短縮されている）。CA18ET型ターボエンジンを搭載するグレード「1.8Xt」のエンジンがCA18DE型DOHC16バルブエンジンに差し替えられグレード名が「1.8Xt TWINCAM」となる。
  - 10月 - 一部改良。AT車にシフトロック追加。
- 1990年
  - 2月、販売終了。販売期間中の新車登録台数の累計は一部スタンザと合算して4万2194台[2]。オースターシリーズの歴代国内総合生産台数は約15万2000台[3]。13年の歴史にピリオドを打った。同時期に登場したプリメーラが、オースターの実質の後継車となる。

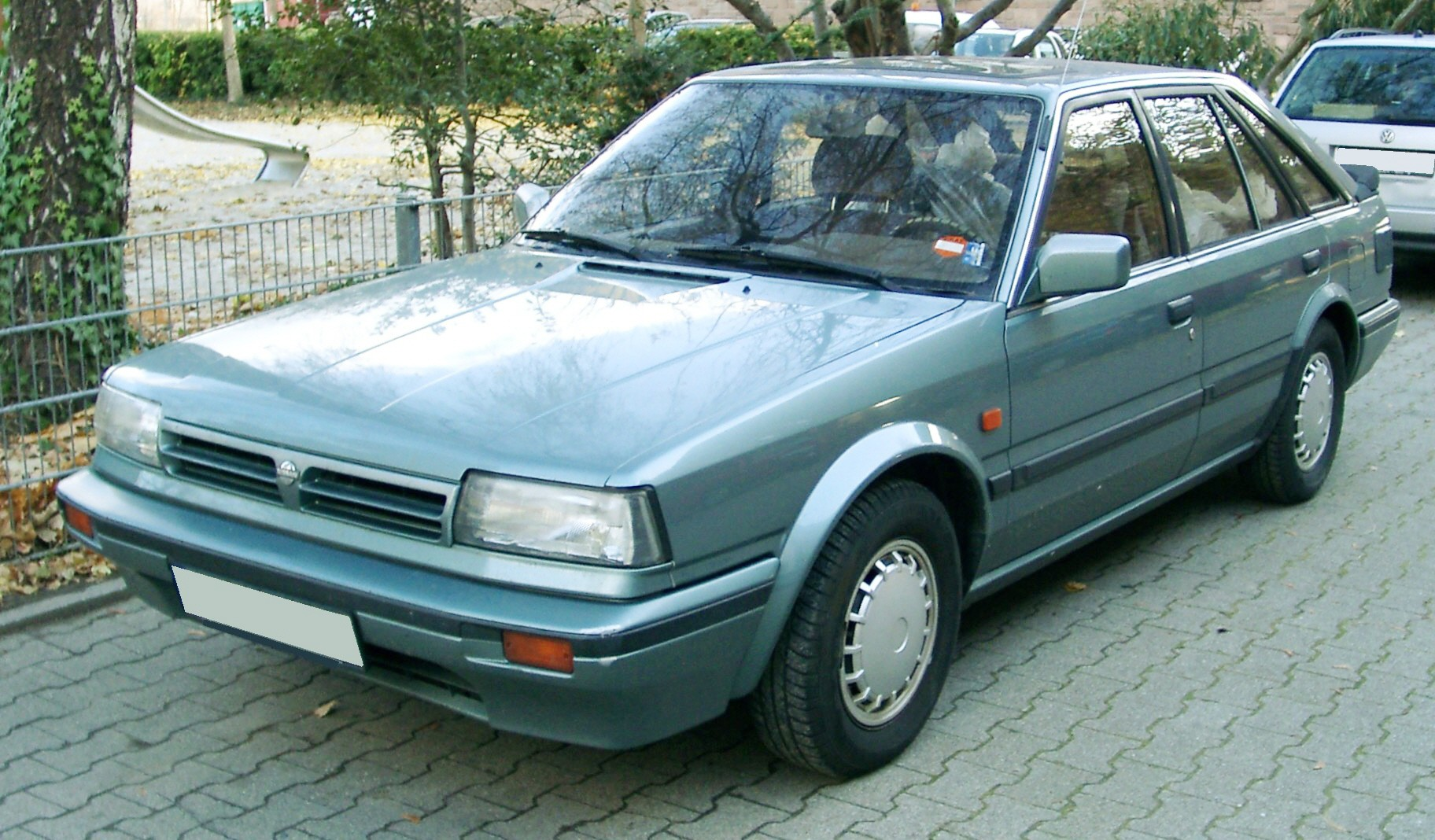
ユーロハッチ 後期型（欧州仕様）
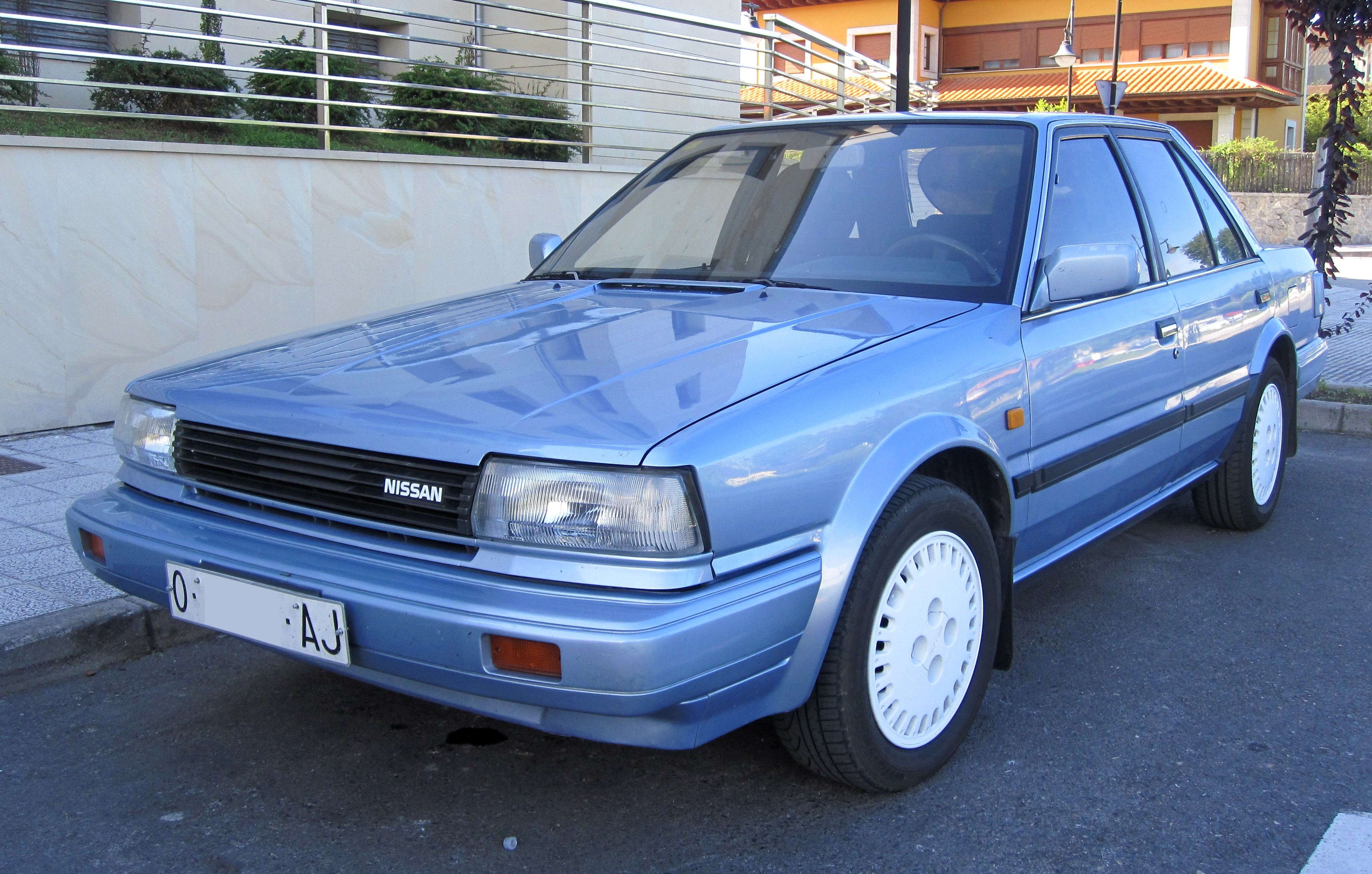
ブルーバード SGXターボ 前期型（欧州仕様）
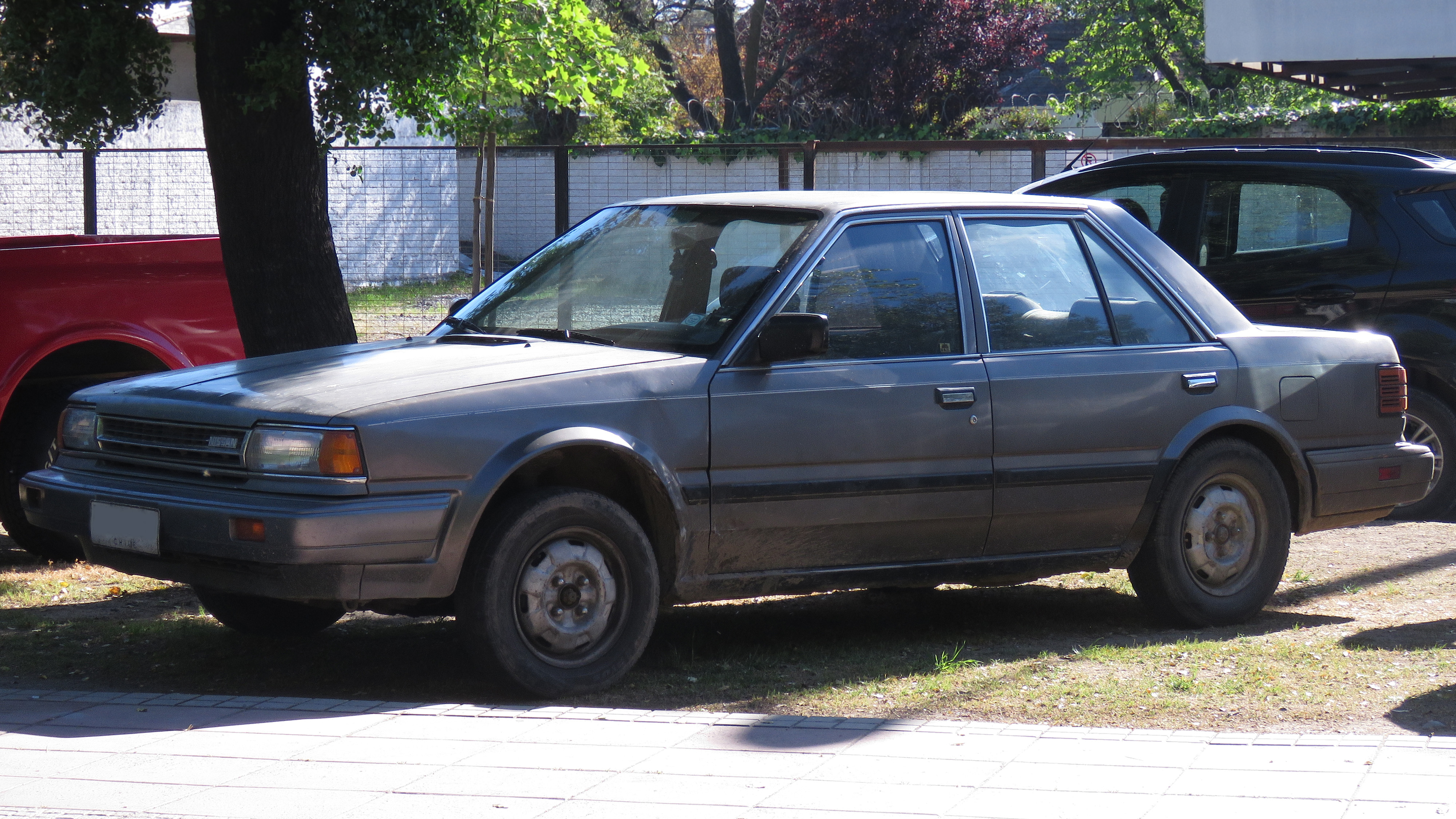
スタンザ（北米仕様）

## 車名の由来
- オースターとは英語で「南の風」という意味である。
- 「JX」とは「Jump X」の略である。後年、インフィニティ・JX（のちのQX60）にもその名が使用された。